# 9e division d'infanterie coloniale
La 9e division d'infanterie coloniale (ou 9e DIC) a été créée le 15 juillet 1943, en Afrique du Nord, avec des unités coloniales venues de l'Afrique-Occidentale française ou qui tenaient garnison au Maroc et en Algérie. De nombreux évadés de France ayant gagné l'Afrique du Nord par l'Espagne vinrent grossir ces unités. À l'époque, la 9e DIC était en majeure partie composée d'Africains venus de tous les territoires de l'AOF. La 9e DIC était l'une des composantes de la Première Armée française du général de Lattre de Tassigny.

## Création et différentes dénominations
- 1940 : formation inachevée de la 9e division d'infanterie coloniale
- mars 1943 : création de la 1re division coloniale motorisée
- 16 avril 1943 : devient la 1re division d'infanterie coloniale
- 16 juillet 1943 : création de la 9e division d'infanterie coloniale
- 1er novembre 1946 : dissolution de la division en Indochine
- Juillet 1963 : création de la 9e brigade d'infanterie de marine (9e BIMa),
- 1er janvier 1976 : elle devient la 9e division d'infanterie de marine (9e DIMa)
- 1er juillet 1999 : la 9e DIMa devient la 9e brigade légère blindée de marine.

## Devise
Toujours et partout

## Chefs de corps
- 1940 : général Pellet
- 16 juillet 1943 - 14 janvier 1944 : général Blaizot
- 31 janvier 1944 - 24 décembre 1944 : général Magnan
- 24 décembre 1944 - 11 mars 1945 : général Morlière
- 12 mars 1945 - 1er novembre 1946 : général Valluy

## Historique des garnisons, campagnes et batailles

### Seconde Guerre mondiale

#### Composition

##### En 1940
La composition prévue en juin 1940 était la suivante (la division n'a finalement pas été créée) :
- 27e régiment d'infanterie coloniale mixte sénégalais
- 28e régiment d'infanterie coloniale mixte sénégalais
- 9e régiment d'artillerie coloniale
- 125e groupe de reconnaissance de division d'infanterie (125e GRDI)

##### À partir de1943
Commandant de l’infanterie divisionnaire : général Morlière
- 4e régiment de tirailleurs sénégalais(*)
- 6e régiment de tirailleurs sénégalais(*)
- 13e régiment de tirailleurs sénégalais(*)
- Régiment d'infanterie coloniale du Maroc
- Régiment d'artillerie coloniale du Maroc
- Régiment colonial de chasseurs de chars
- 71e bataillon du génie
- 2e Groupe du Régiment d’Artillerie Coloniale d'Afrique occidentale (2e RAC-AOF)
- 3e Groupe du Régiment d’Artillerie Coloniale d’Afrique occidentale (3e RAC-AOF)
- 25e Bataillon Médical

À ces unités s'ajoutaient un groupe des forces terrestres antiaériennes, le train divisionnaire, les services de l'intendance et enfin les transmissions.
En octobre 1944, les 6e, 21e et 23e RIC (régiments d'infanterie coloniale) remplacent respectivement les 6e, 4e et 13e régiments de tirailleurs sénégalais.

#### Campagnes et batailles 1944-1945

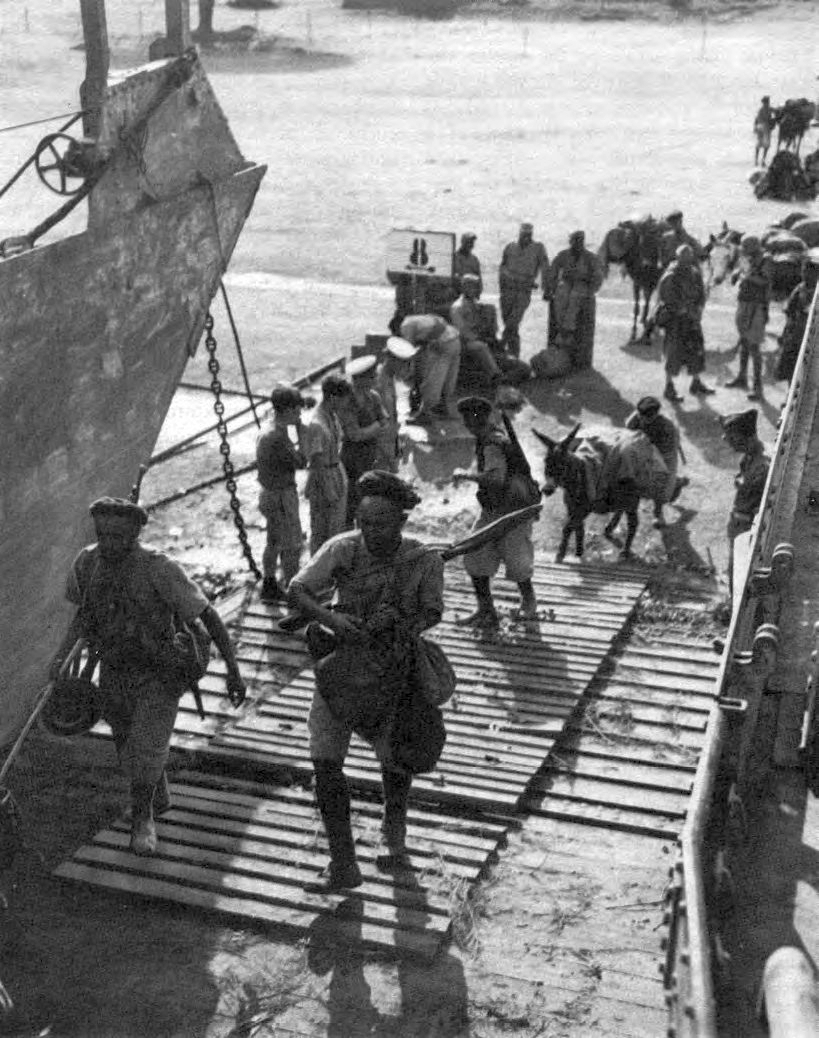
Goumiers du 2e groupe de tabors marocains, renforçant la 9e DIC, embarquant dans un Landing Craft en Corse pour l'invasion de l'île d'Elbe, durant la Seconde Guerre mondiale en juin 1944.

- 17-20 juin 1944 : transportée en Corse, la division, sous les ordres du général Magnan, s'empare en quatre jours de l'île d'Elbe notamment grâce au concours du 2e bataillon du 13e régiments de tirailleurs sénégalais commandé par le chef de bataillon Jean Gilles.
- 16-17 août 1944 : elle s'embarque à Ajaccio et arrive en vue des côtes de France. Elle est intégrée dans la Première armée française du général de Lattre de Tassigny.
- 20 août 1944 : les premiers éléments débarquent[1], ceux du 6e RTS et du RICM renforcés par un groupe de commandos et un groupement de chars (RCCC), s'engagent en direction de Toulon.
- 21 août 1944 : Solliès-Ville, le Coudon et la Farlède sont occupés.
- 22-23 août 1944 : la bataille se poursuit avec violence pour la possession de La Valette où l'ennemi, solidement retranché, oppose une résistance opiniâtre. La Valette est cependant prise le lendemain et des éléments du RICM poussent sur Toulon.
- 24-27 août 1944 : la ville de Toulon est attaquée à l'Est par le groupement du 6e RTS et les chars. Le fort d'Artigues fait l'objet d'une âpre lutte. L'artillerie s'approche à quelques centaines de mètres du fort et ouvre des brèches si importantes qu'elles précipitent la reddition. Au Nord et à l'Ouest, le 4e RTS, après avoir relevé les unités de la 3e DIA, attaque à son tour par le quartier Valbourdain et les Arènes. C'est dans les forts que la défense s'incruste. Ceux de Sainte-Catherine et de Lamague tombent les premiers, le 25 août. Dans ce dernier fort, après un pilonnage sévère de l'artillerie divisionnaire, le 3e bataillon du 4e RTS put faire plusieurs centaines de prisonniers sans essuyer de pertes. Le fort de Malbousquet cède le 26, après une défense acharnée. Des combats de rue livrent peu à peu l’Arsenal et le centre de la ville. Les résistances doivent être réduites une à une à La Mitre dans le quartier du Mourillon, et à Saint-Mandrier. Le 26 août, les points d'appui de La Mitre, le fort de Six Fours et les ouvrages de la presqu'île de Sicie se rendent successivement. Le lendemain, c'est le tour de la presqu'île de Saint-Mandrier, qui tombe écrasée par les feux puissants de l'artillerie divisionnaire renforcée par un groupement lourd américain, par les bombings et les tirs des vaisseaux de guerre. Sa chute achève la conquête de Toulon. La veille, la division défilait en pleine ville, en présence des ministres de la Guerre et de la Marine et du général d’armée de Lattre de Tassigny. Au cours de ces premières opérations sur le sol de France, dix mille prisonniers et un matériel important sont capturés par la division. Le nombre des ennemis tués dépasse un millier.
- 10 septembre 1944 : libération de la commune de Villars-sous-Écot. Hélas le lendemain, après de sévères combats au cours desquels trois jeunes soldats meurent carbonisés dans le char Du Guesclin, à l'entrée du village, le village est repris par les Allemands[2].
- Septembre 1944 : à peine regroupée, la division reprend sa marche en avant. Un premier bond la porte dans la région de Voiron. Elle doit continuer vers Pontarlier et le Lomont, mais les mouvements sont retardés, parfois même arrêtés par le manque d'essence. Les unités les plus avancées du RICM, auquel est venu se joindre le régiment colonial de chasseurs de chars, ont déjà repris le contact de l'ennemi dans le Doubs. C'est seulement le 25 et le 26 septembre que les derniers éléments rejoignent le gros dans la boucle du Doubs où le manque d'essence et de munitions avait empêché de forcer la résistance de l'ennemi.
  - Le 27 septembre, la division étend son front et prend à son compte le secteur tenu à sa droite par la 3e DIA jusqu'à la frontière suisse. Elle est renforcée par deux bataillons de FFI, le bataillon de la Grande-Chartreuse, remplacé plus tard par le bataillon de Franche-Comté et le bataillon de Cluny. 
La vie de la division devient alors celle d'une grande unité en secteur : opérations locales, patrouilles, duels d'artillerie, tirs de harcèlement de part et d'autre. La saison s'avance. Le froid et la pluie rendent inéluctable le remplacement des Sénégalais. Or, la relève et la mise en réserve d'une grande unité, qu'exigerait normalement cette transformation, est un luxe que l’armée française ne peut se permettre. C'est donc sur place que la division se transforme, se « blanchit » en remplaçant 9 000 Africains par des engagés volontaires attirés par le renom des troupes coloniales[3]. C'est avec ces jeunes engagés dépourvus d'instruction militaire que la 9e DIC poursuit la campagne. L'instruction est donnée en ligne, au gré des circonstances et de la vie en secteur. La volonté des recrues et la valeur des cadres suppléent aux insuffisances.
  - Les 6e, 21e et 23e régiments d’infanterie coloniale prennent donc la suite des 4e, 6e et 13e régiments de tirailleurs sénégalais.
  - La 9e DIC est requise pour appuyer l'offensive que les Alliés poursuivent sur tout le front. Dès les premiers jours de novembre, l'action se dessine. Les Vosges ayant opposé leur barrière à l'avance de l'armée française, c'est par la trouée de Belfort que celle-ci cherche la percée. Son régiment de reconnaissance atteint le Rhin et, fin novembre, la division participe à la libération de Mulhouse. Le 10 décembre 1944 l'usine hydro-électrique de Kembs fut enlevée de haute lutte par des unités de la 9e DIC qui y anéantirent un bataillon ennemi.
  - Le front se stabilise ensuite dans ce secteur jusqu'au 20 janvier 1945, date à laquelle la 1re Armée française a repris son offensive afin de réduire la Poche de Colmar. La 9e DIC s'empare durant cette offensive des cités ouvrières situées au nord de Mulhouse au prix de lourdes pertes.
  - À la fin de ces combats, la 9e DIC rejoint Lauterbourg, dans le nord de l'Alsace, avant de traverser le Rhin le 2 avril 1945. Elle participe à la prise de Karlsruhe (4 avril), de Rastatt, de Baden-Baden et ouvre la route du Wurtemberg au 1er corps d'armée.

### Guerre d'Indochine
Les unités de la 9e DIC, intégrées au CEFEO, participent à partir de décembre 1945 à la guerre d'Indochine. À cette époque, la division est sous les ordres du général Valluy et est constituée des unités suivantes :
- 6e RIC
- 21e RIC
- 23e RIC
- RACM

Le 18 septembre 1949, sur fond de vif débat dans l'opinion en métropole sur les « atrocités françaises »,, le quotidien breton Ouest-Matin, fondé dix mois plus tôt par des chrétiens de gauche, publie la lettre d'Alexandre Lepan, ancien soldat à la 9e division d'infanterie coloniale, accusant les troupes françaises d'atrocités. Le directeur de Ouest-Matin est condamné à six mois de prison avec sursis et 400 000 francs d'amende pour diffamation envers l'armée française.

### Après-guerre
- En juillet 1963, la 9e brigade d'outre-mer est créée en Bretagne.
- Le 1er décembre 1963, la 9e brigade fusionne avec la 11e division légère parachutiste.
- Le 1er janvier 1976, la 9e brigade devient la 9e division d'infanterie de marine (9e DIMa) rattachée à la force terrestre d'intervention, puis à la force d'action rapide (FAR) à partir de 1983.
- Le 1er juillet 1999, la 9e DIMa est devenue la 9e brigade légère blindée de marine.
- Le 1er janvier 2013, la 9e brigade légère blindée de marine devient la 9e Brigade d'Infanterie de Marine.

## Sources et bibliographie
- De Lattre de Tassigny, Histoire de la première armée française - Plon - 1949.

## Filmographie
- Le Blanchiment des troupes coloniales, de Jean-Baptiste Dusséaux (Documentaire, France 3, 2015)